# Karl Garbers (Orientalist)
Karl Garbers (* 16. Mai 1898 in Hamburg; † 9. Juli 1990 in Bad Neuenahr) war ein deutscher Orientalist und Wissenschaftshistoriker (Schwerpunkte Mathematik, Medizin und Naturwissenschaften).

## Leben
Garbers studierte von 1919 bis 1926 Mathematik, Physik, Philosophie und semitische Sprachen in Hamburg und Göttingen. Von 1926 bis 1937 wirkte er als Privatlehrer und Erzieher. 1936 wurde Garbers in Hamburg. mit der Dissertation Ein Werk Tābit b. Qurra's über ebene Sonnenuhren promoviert.
Zum 1. Mai 1937 trat Garbers der NSDAP bei (Mitgliedsnummer 4.357.507). Seit 1937 war Garbers Mitarbeiter der Preußischen Akademie der Wissenschaften, wo er bis 1938 mit Julius Ruska und Alfred Siggel im Rahmen der Orientalischen Kommission einen Katalog arabischer alchemistischer Handschriften erstellte. Im selben Zeitraum war er auch Mitarbeiter am Karl-Sudhoff-Institut für Geschichte der Medizin und der Naturwissenschaften. 1940 habilitierte er sich in Berlin. Er wirkte als Dozent in Leipzig. Im Zweiten Weltkrieg war Garbers als wissenschaftlicher Mitarbeiter im Auswärtigen Amt (AA) beschäftigt. 1943 wurde er Mitglied der Deutschen Morgenländischen Gesellschaft. Im selben Jahr übertrugen ihm das Amt Rosenberg, die Partei-Kanzlei, das Reichsministerium für Wissenschaft, Erziehung und Volksbildung und das AA die Leitung der Zweigstelle Sarajewo des (vom AA eingerichteten) Deutschen Wissenschaftlichen Instituts (DWI) Zagreb. Zugleich war er bis Kriegsende Leiter des deutschen islamkundlichen Instituts in Sarajewo.
Das Amt Rosenberg empfahl im Auswahlverfahren für die DWI-Zagreb-Zweigstelle Sarajewo Garbers, der als „Leiter des Auslandsamtes der Dozentenschaft in Leipzig im besonderen Erfahrungen für den Umgang mit Ausländern und für die Stellung des deutschen Wissenschaftlers in der Auslandsarbeit gewonnen“ habe. Garbers habe sich außerdem als „politisch aktive Persönlichkeit erwiesen und seit Jahren eine große Einsatzbereitschaft an den Tag gelegt.“ Es wurden seine wissenschaftlichen Qualifikationen und organisatorischen Fähigkeiten gelobt, zudem sei Garbers eine „ausgesprochene soldatische Persönlichkeit“, er trete „als Parteigenosse rückhaltlos für die nationalsozialistische Weltanschauung“ ein und wisse „die auslandswissenschaftliche, soldatische und nationalsozialistische Einstellung […] sehr geschickt in den Dienst seiner Tätigkeit zu stellen“.
1947 habilitierte sich Garbers an der Universität Hamburg um und wirkte dort bis 1950 als Dozent für Geschichte der Mathematik und der Naturwissenschaften. Von 1950 bis 1954 war er Sprachlehrer an der Kirchlichen Hochschule Hamburg und bis 1963 Studienrat. Seit seiner Pensionierung lehrte er bis 1980 am Institut für Naturwissenschaften und Technik an der Universität Hamburg. 1977 wurde er zum Professor ernannt.
Zu seinen Werken der Nachkriegszeit gehören die Übersetzung von al-Kindīs Kitāb kimiyā al-ʿitr wat-tas ʿidat (= Buch über die Chemie des Parfüms und die Destillationen, 1948) und Ishaq ibn Imrans Maqāla fī-ʾl-mālīḫūliyā (= Abhandlung über die Melancholie, 1977), das er in einer vergleichenden kritischen arabisch-lateinischen Parallelausgabe mit der von Konstantin dem Afrikaner angefertigten Übersetzung herausgab. Zusammen mit Jost Weyer gab er ein Quellengeschichtliches Lesebuch zur Chemie und Alchemie der Araber im Mittelalter heraus (Hamburg 1980).